# Drama Forum
Das Drama Forum (Eigenschreibweise DRAMA FORUM) ist eine Initiative von uniT – Verein für Kultur an der Karl-Franzens-Universität Graz. Das Drama Forum fördert die Produktion performativer Texte. Es werden innovative Formate für das Theater entwickelt und neue Schreib- und Aufführungsstrategien erprobt.

## Forum Text
Der Mittelpunkt der Arbeit des Drama Forums ist der Lehrgang für szenisches Schreiben Forum Text. Junge Autoren werden dabei zwei Jahre lang in ihrer Entwicklung begleitet. Die Ausbildung besteht aus Diskussionen, Workshops, Experteninput, Mentoring und Arbeitsateliers und findet in zehn Arbeitsblocks statt. In lockerer Verbindung dazu steht die zweijährliche Verleihung des Literaturpreises Retzhofer Dramapreis seit 2003, für dessen Bewerber die Teilnahme an Workshops des Forum Text ein dreiviertel Jahr lang obligat ist.

### Gastdozenten und Mentoren
- Oliver Bukowski (Dramatiker und Hörspielautor)
- Peter Waterhouse (Schriftsteller)
- Ulf Stolterfoht (Schriftsteller)
- Judith Angerbauer (Drehbuchautorin und Autorin)[1]
- Marius von Mayenburg (Autor und Dramaturg)
- Paul Plamper (Regisseur und Autor für Hörspiel und Theater)
- Josef Winkler (Schriftsteller)
- Frank Baumbauer (Regisseur und Intendant)

Der Lehrgang wird biennal ausgeschrieben. Pro Lehrgang werden circa sieben Teilnehmer aufgenommen.

## Publikumsangebote
Veranstaltungsformen für das Publikum sind:
- die Interpretationssache
- Werkstart (in Kooperation mit dem Schauspielhaus Wien[5])
- Text trifft Regie (in Kooperation mit dem Staatstheater Mainz[6])
- Präsentationen im Rahmen des Retzhofer Dramapreises
- die literarische Nahversorgung
- offene Arbeitsateliers